# Иван IV (надбискуп)
Иван IV је био надбискуп у Бару, у периоду од 1363. до 1373. године. Надбискупски плашт је добио од папе Урбана Петог. Родом је био из Дубровника. Потицао је из реда Светог Доминика. Он је од стране наредног папе (Гргур XI) мимо своје воље био одређен за цезарејску митрополску столицу. Умро је у Дубровнику 1393. године, а у овом граду је и сахрањен, у доминиканској цркви.